# Aleixo File
Aleixo File (em grego: Ἀλέξιος Φιλῆς; romaniz.: Alexios Files) foi um nobre bizantino e general do século XIII. Era o filho de Teodoro File, governador de Tessalônica e primeiro membro proeminente da família File. Aleixo casou-se com Maria Paleóloga Cantacuzena, a segunda filha de João Cantacuzeno e Irene-Eulógia, a irmã do imperador Miguel VIII Paleólogo (r. 1259–1282). Em 1261, o imperador bizantino apontou File como grande doméstico (comandante-em-chefe do exército) em sucessão a Aleixo Estrategópulo, que tinha sido promovido para césar após sua reconquista de Constantinopla em julho.
Em 1262/1263, File foi enviado junto com o paracemomeno João Macreno para a Moreia, em uma expedição contra o Principado de Acaia liderada por Constantino Paleólogo, meio irmão de Miguel VIII. As forças bizantinas foram derrotadas na Batalha de Prinitza, e após o sebastocrator partir para Constantinopla, File e Macreno foram deixados no comando. Eles também, no entanto, foram derrotados e capturados pelos acaios na Batalha de Macriplagi. File morreu em cativeiro logo depois.